# Flex X Cop
Flex X Cop (tiếng Hàn: 재벌X형사 ) là một bộ phim truyền hình Hàn Quốc có sự tham gia của các diễn viên Ahn Bo-hyun và Park Ji-hyun. Phim được công chiếu trên kênh SBS TV vào ngày 26 tháng 1 năm 2024 (KST), có sẵn để phát trực tuyến trên Disney+ ở một số khu vực được chọn.